# Yusuf Barak
Yusuf Barak (persan : یوسف برک) (né le 2 février 1984 à Kaboul en Afghanistan) est un joueur de football afghanisto-allemand, jouant au poste de défenseur.